# 潛移斷層

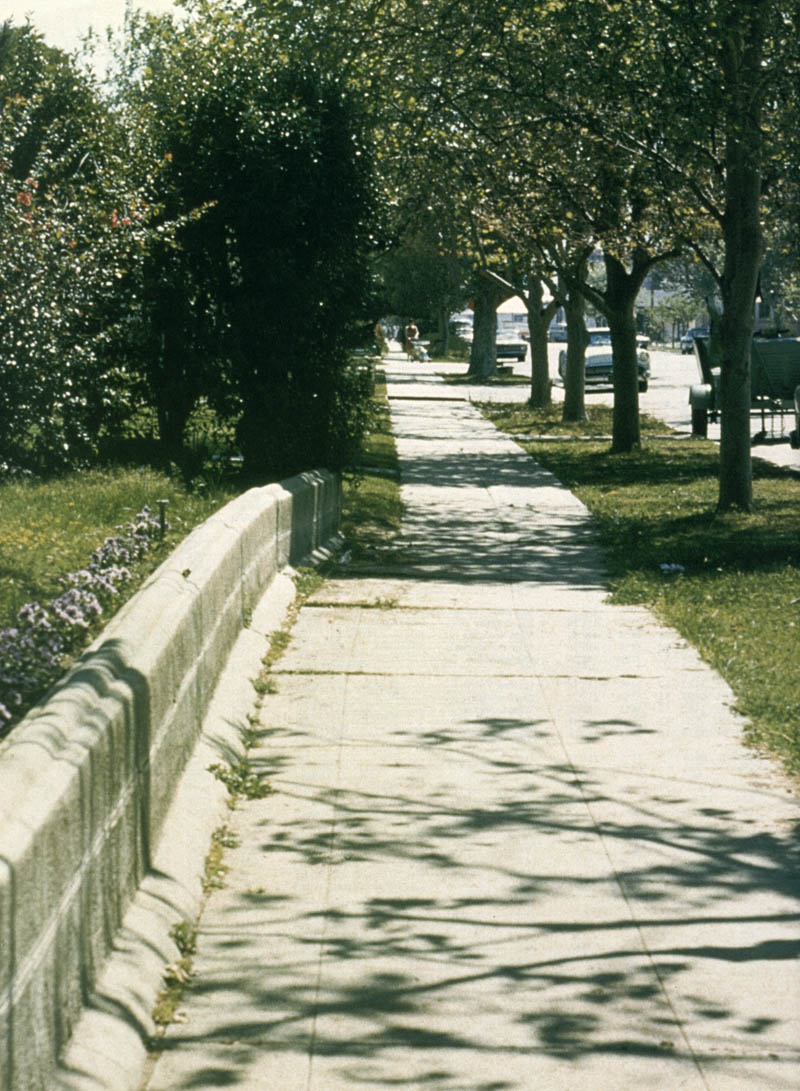
在斷層潛移作用下，步道產生了位移。

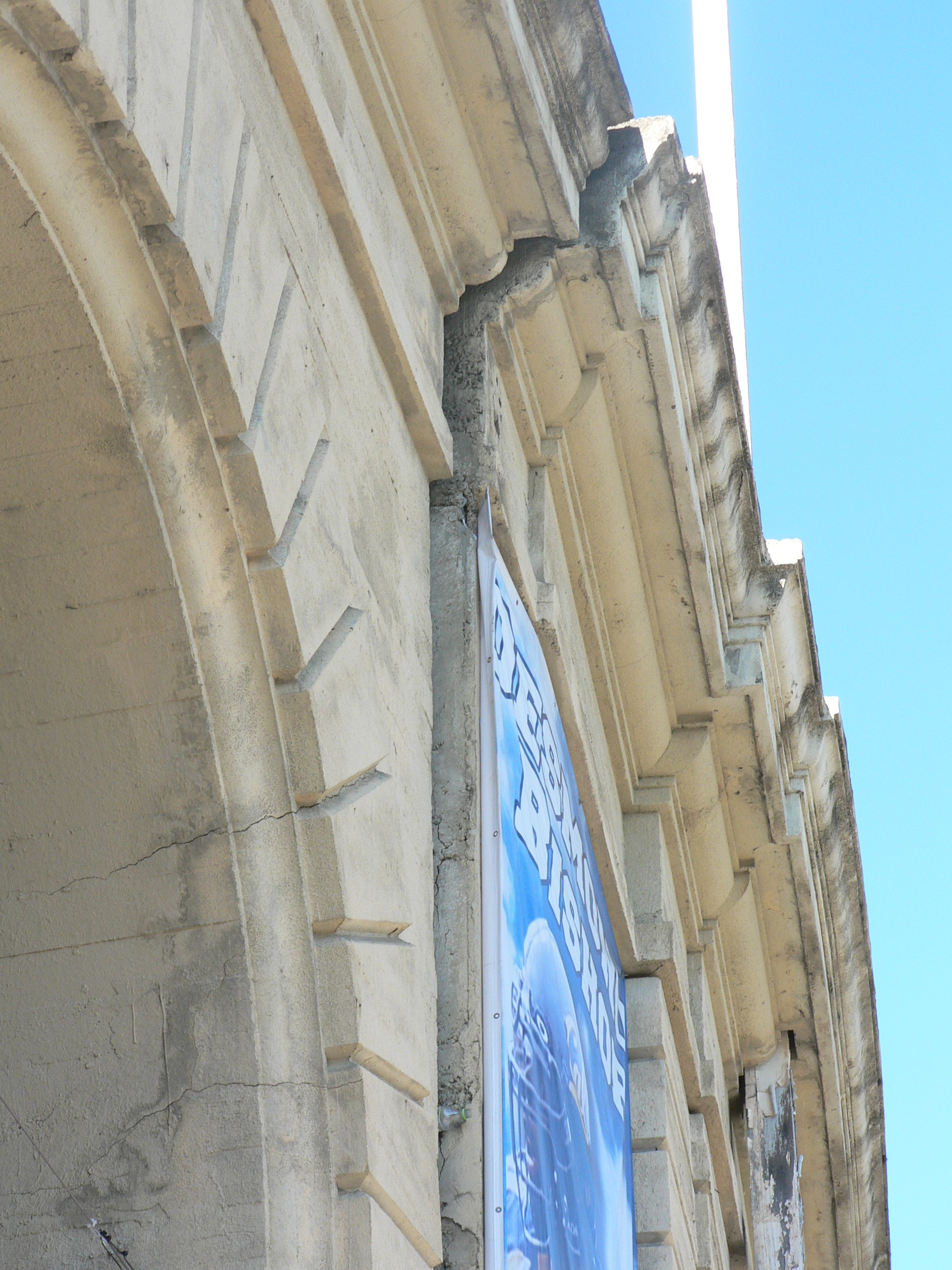
柏克萊加大的California Memorial Stadium（加州紀念體育場）。哈威斷層在體育館外牆上，留下了活動的痕跡。

潛移断層與會造成大規模運動的一般斷層有明顯不同，是一種持續釋放能量緩慢運動的斷層。。
世界上僅有非常少數的潛移斷層案例。美國加州中部的霍利斯特存有一條著名的例子卡拉韋拉斯斷層，其斷層為聖安地列斯斷層系列的一部分，屬於右移走滑斷層。